# Образув
Образув (пол. Obrazów) — село в Польщі, у гміні Образув Сандомирського повіту Свентокшиського воєводства.
Населення — 492 особи (2011).
У 1975-1998 роках село належало до Тарнобжезького воєводства.

## Демографія
Демографічна структура на день 31 березня 2011 року:
|          | Загалом | Допрацездатний вік | Працездатний вік | Постпрацездатний вік |
| -------- | ------- | ------------------ | ---------------- | -------------------- |
| Чоловіки | 242     | 53                 | 163              | 26                   |
| Жінки    | 250     | 53                 | 141              | 56                   |
| Разом    | 492     | 106                | 304              | 82                   |